# 静嘉堂文庫
静嘉堂文庫（せいかどうぶんこ）は、東京都世田谷区岡本にある専門図書館。日本および東洋の古典籍及び古美術品を収蔵する。東京都千代田区丸の内の静嘉堂文庫美術館で収蔵美術品を一般公開している。

## 概要
事業主体は公益財団法人静嘉堂。同財団は三菱財閥が第2代総帥岩崎弥之助・第4代総帥岩崎小弥太父子が所有した庭園と遺品の古典籍・古美術コレクションを基礎として発足した。なお、「静嘉堂」の名は『詩経』の大雅、既酔編 の｢籩豆静嘉｣ の句から採った弥之助の堂号である。
世田谷区の静嘉堂文庫は内外の古典籍を研究者向けに公開する専門図書館である。千代田区の明治生命館で運営している静嘉堂文庫美術館（愛称「静嘉堂＠丸の内」）は、収蔵美術品を一般公開する展示ギャラリーである。竹中工務店が明治生命館の地下2階、地上1階～3階の延床面積1,805m2を改修設計したもので、1階ラウンジ部分を展示ギャラリーとしている。

## 沿革
静嘉堂文庫は、岩崎弥之助が1892年（明治25年）、神田駿河台（東京都千代田区）の自邸内に創設した文庫「静嘉堂」を起源としている。静嘉堂の名は『詩経』大雅、既酔編にある｢籩豆（）静嘉｣という句（祖先の霊前への供物が美しく整うという意味）から採られた弥之助の堂号（書斎号）に由来する。弥之助は兄で三菱創設者である岩崎弥太郎に従って実業界に入る以前、漢学を学んだ経験があった。恩師である重野安繹（成斎）の研究を援助する目的から古典籍の収集を始め、和漢の古書や古美術品の収集を熱心に行った。1907年には清の集書家、陸心源の「皕宋楼」旧蔵書4万数千冊を購入し、多数の宋元版を含む貴重なコレクションが文庫にもたらされた。

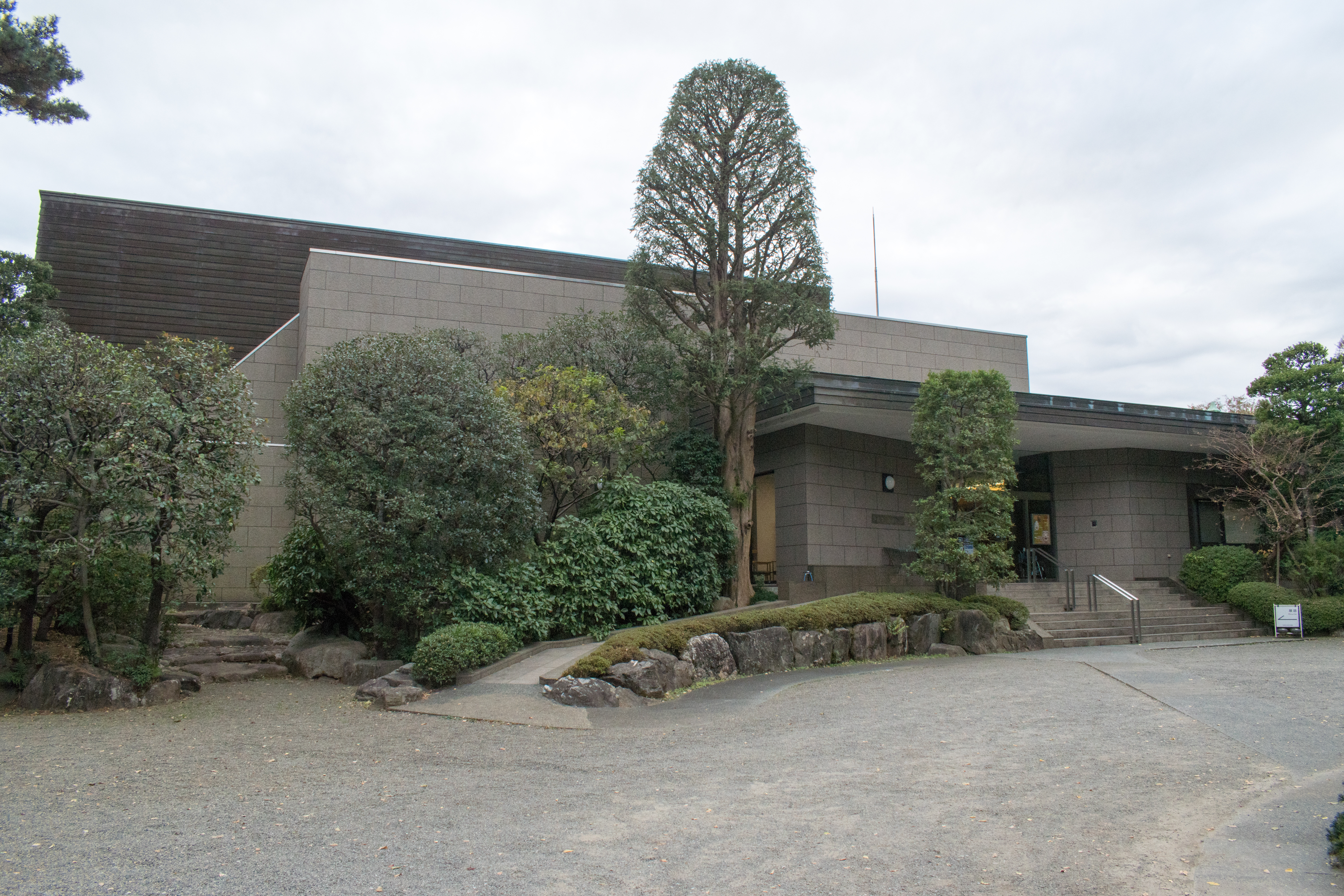
世田谷区岡本の旧美術館

翌1908年の弥之助死後、その子岩崎小弥太は、父の遺志を受け継ぎ、文庫を拡充し、1911年には岩崎家の高輪別邸（東京都港区、現・開東閣）に移転。さらに1924年には世田谷区岡本にある弥之助の墓の隣接地に桜井小太郎の設計で静嘉堂文庫を建て、広く研究者への公開を開始した。1940年に小弥太は、蔵書や文庫の施設など一切を財団に寄付して財団法人静嘉堂を創立し、典籍の永存を図るとともに、これを公開して学者、研究の利用に供した。
太平洋戦争後、財政難に陥るが、1953年に同じく三菱系の私立図書館である東洋文庫（創設者は岩崎弥太郎の子で、三菱第3代総帥の岩崎久弥）とともに、国立国会図書館の支部図書館となって、資料の公開を継続することができた。これは、文庫の資料と施設を所有する財団法人が国立国会図書館と契約を結んで図書館部門を国会図書館の支部図書館としてその傘下に入り、図書と施設は財団の所有に残したまま、財団の図書館業務の人的部分を国会図書館に委託するというものである。
その後、静嘉堂文庫は三菱グループの援助を受けて1970年に国立国会図書館の傘下から離れ、再び三菱グループ経営の私立図書館となった。1977年からは付属の展示室を設けて文庫の収蔵する美術品の公開を開始し、1992年には創設100周年を記念して建設された新館に恒久的な美術館（以下「旧美術館」）を開館した。

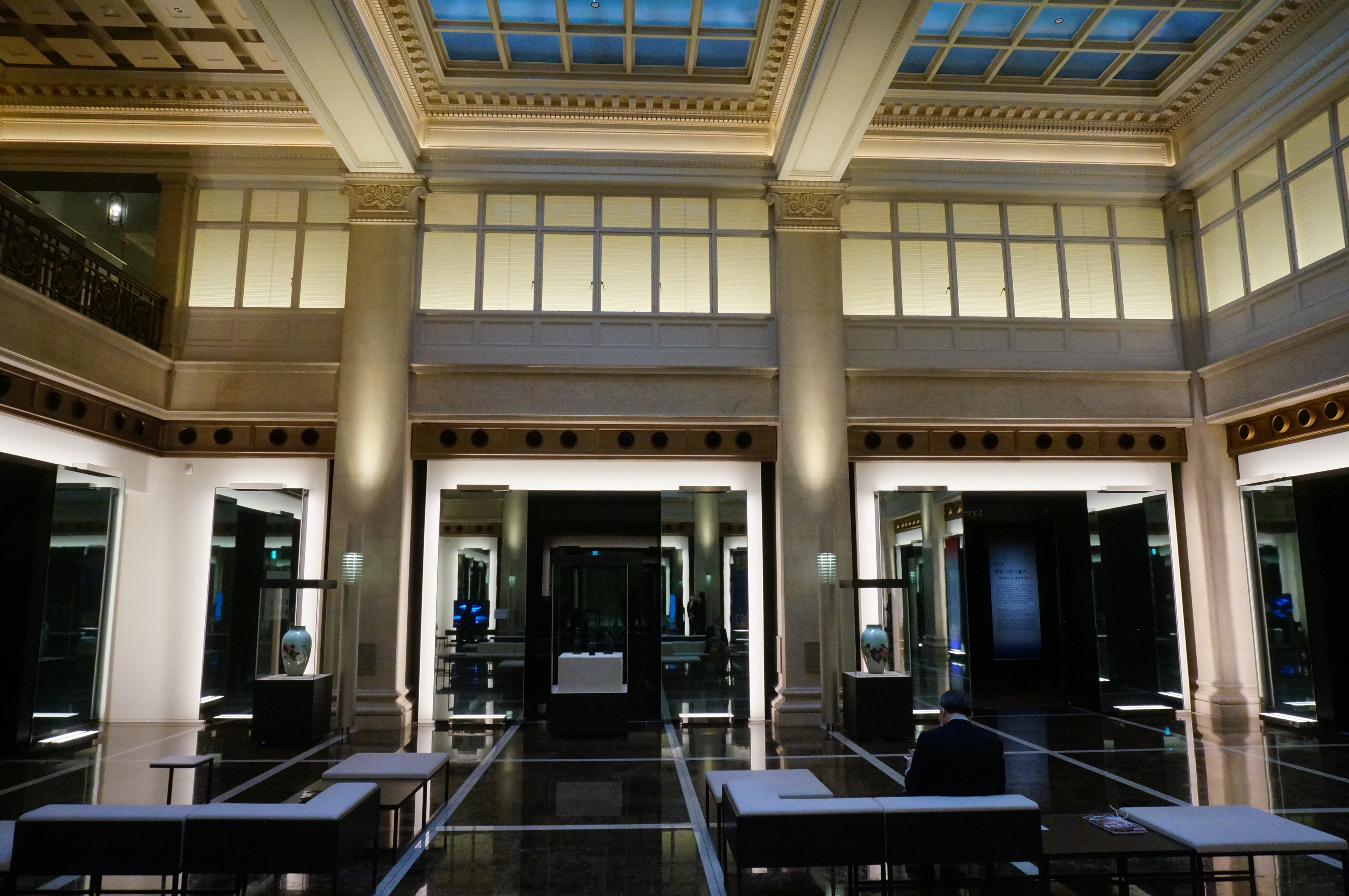
2022年10月に明治生命館内に再開館した「静嘉堂＠丸の内」のホワイエ部分。

世田谷区の旧美術館は2021年に閉館し、準備期間を経て2022年10月1日に東京都千代田区丸の内の明治生命館に移転し「静嘉堂文庫美術館（愛称「静嘉堂＠丸の内」）」として再開館した。移転するのは展示ギャラリーのみで、美術品の保管、静嘉堂文庫（書庫）の業務、および庭園の管理は引き続き従来の世田谷区岡本で行われる。この移転は美術館の開館30周年ならびに三菱創業150年（2020年）の記念事業の一環として行われるものである。

## 活動
文庫（図書館）は、研究者に向けて公開されており、具体的には大学生以上で紹介状を有する者に利用資格が認められている。閲覧は予約制である。
研究に資するため原則として原本を提供するという方針をとっているため、きわめて貴重な宋・元版を除き、明以降の中国の版本などは全て古典籍の原書が閲覧に供されている。資料は貴重書であるため、複写はマイクロフィルムからに限られる。

## コレクション
静嘉堂のコレクションは、岩崎弥之助とその子、小弥太が収集した約20万冊の古典籍と約6500点の東洋古美術品からなり、国宝7件、重要文化財84件があり、重要美術品79件を含んでいる。
弥之助は当時の日本における西洋化の風潮の中で貴重な古典籍や古美術が散逸したり日本から流出することを怖れ、古典籍4万冊を蒐集した。また俵屋宗達筆の『源氏物語関屋及澪標（せきやおよびみおつくし）図』屏風を筆頭とする書画・刀剣なども数多く集めた。また、晩年に購入した陸心源旧蔵書には宋版をはじめとする数々の中国古典籍の至宝が含まれている。

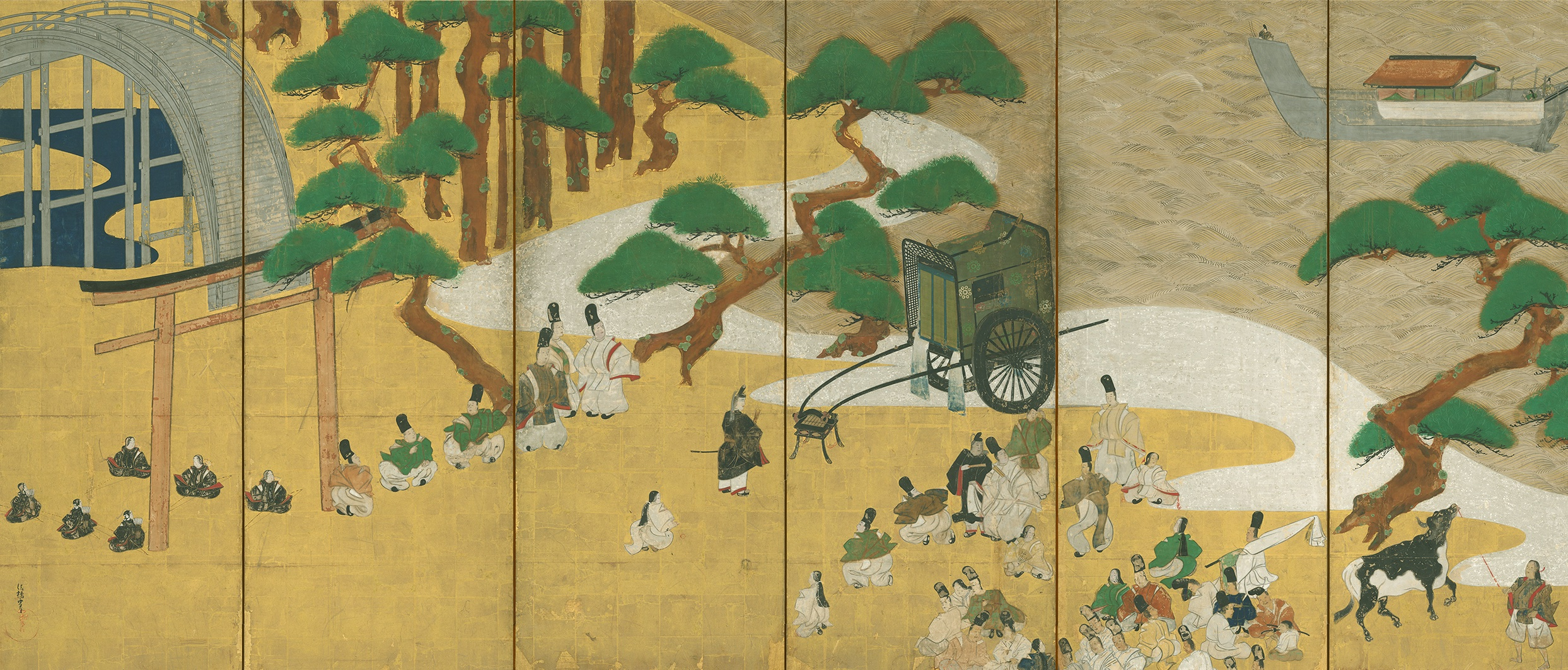
源氏物語澪標図 俵屋宗達筆
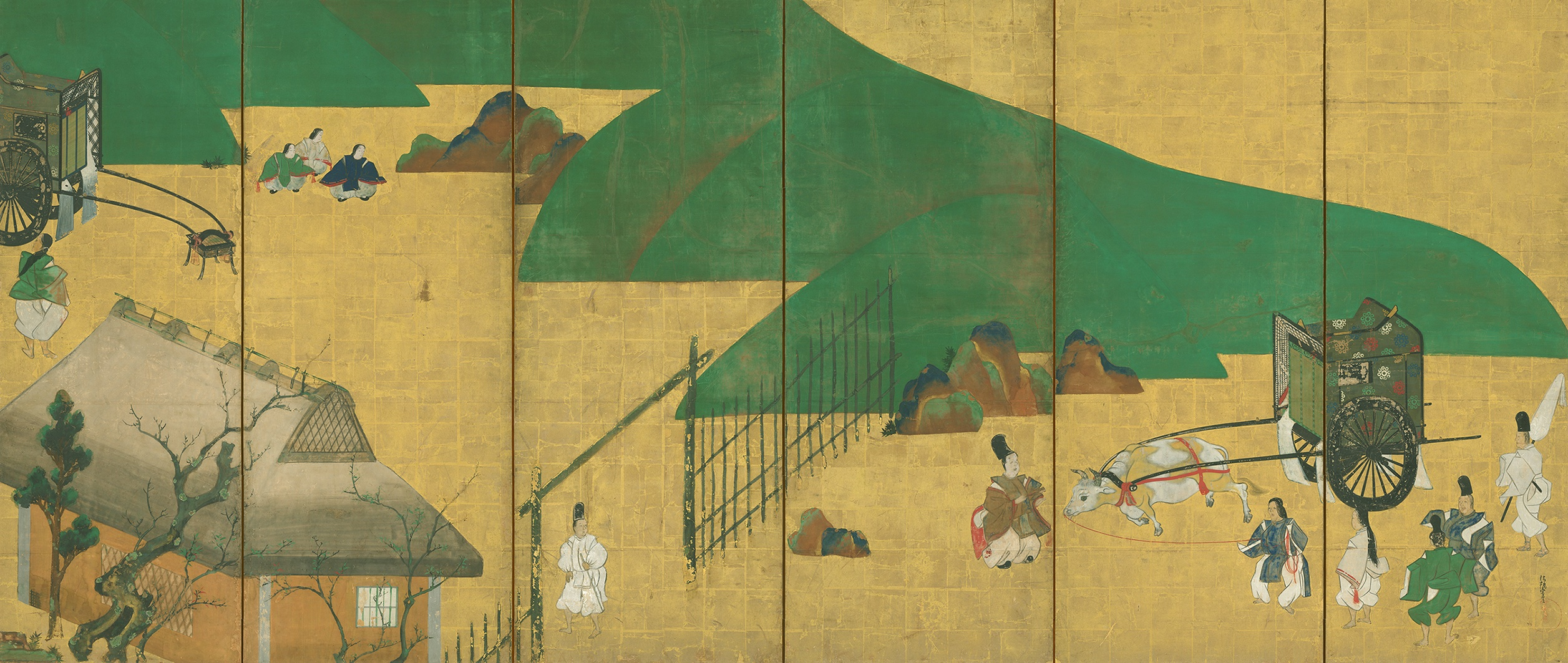
源氏物語関屋図 俵屋宗達筆

小弥太は父の遺志を継いで古典籍・古美術を収集し、さらに自ら「巨陶」と号したように、古美術品の中でも陶磁器に力を入れた。中でも国宝の曜変天目茶碗は、元は柳営御物（徳川将軍家所蔵の名器茶道具）の一つで、3代将軍家光より乳母の春日局に下賜され、その子孫である淀藩主稲葉家に伝来したことから「稲葉天目」の通称で知られ、1934年（昭和11年）に小弥太が入手したが、あまりの貴重さゆえに一度も使用することなく、夫人の死後に寄贈された。稲葉天目は、現存する三つの曜変天目茶碗のうち、特有の曜変斑紋が最も良く出た最高の品と見做されており、静嘉堂コレクションの代表と言えるものである。

## 指定文化財

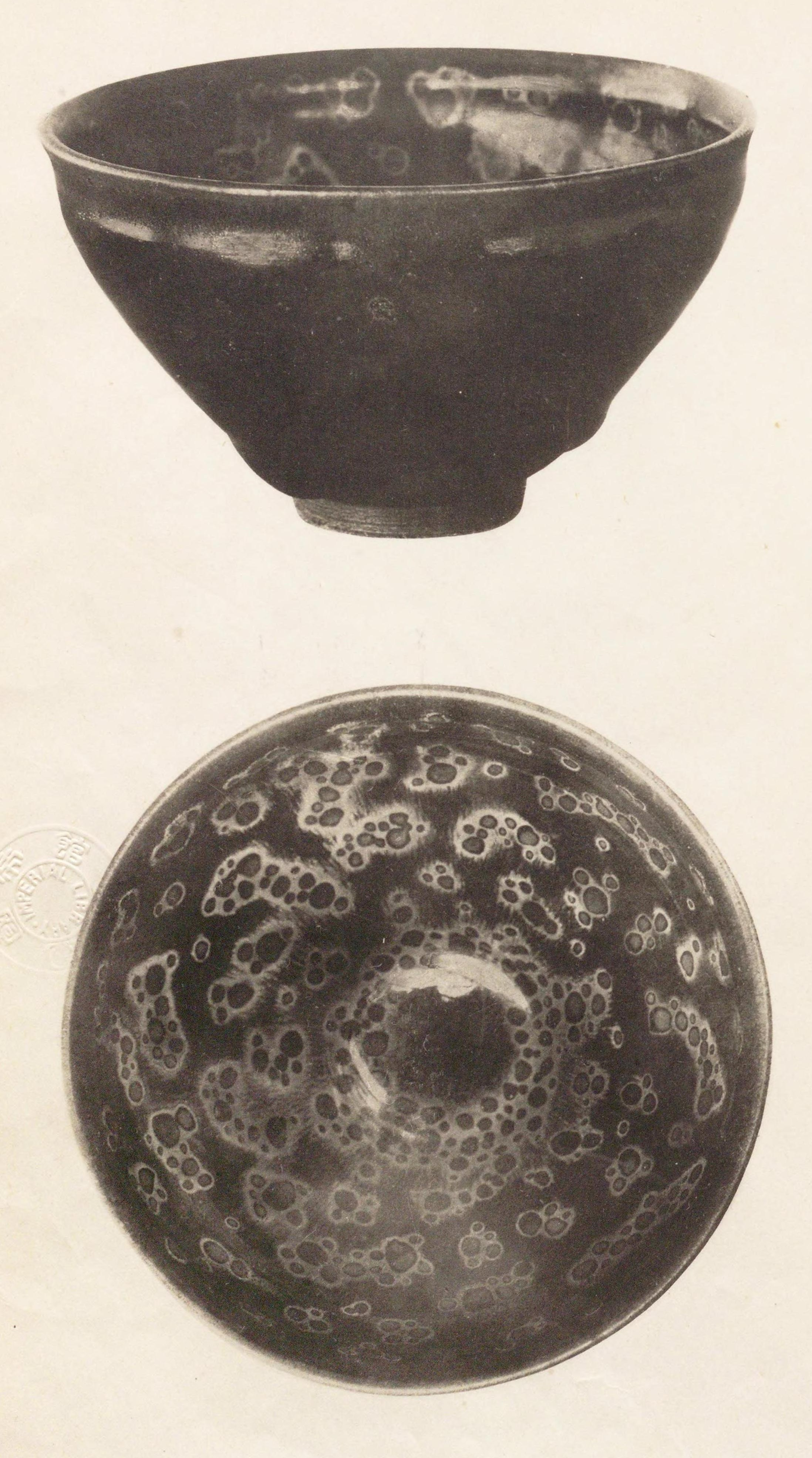
曜変天目茶碗（国宝）
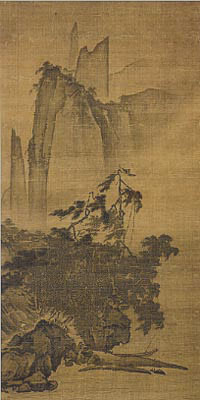
風雨山水図 伝馬遠筆（国宝）
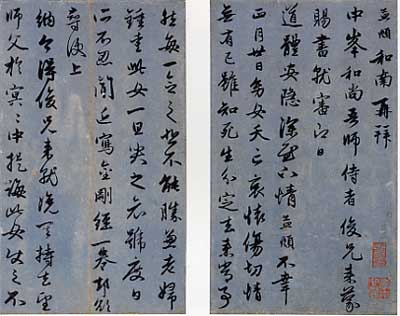
趙子昂書（国宝）のうち第5通
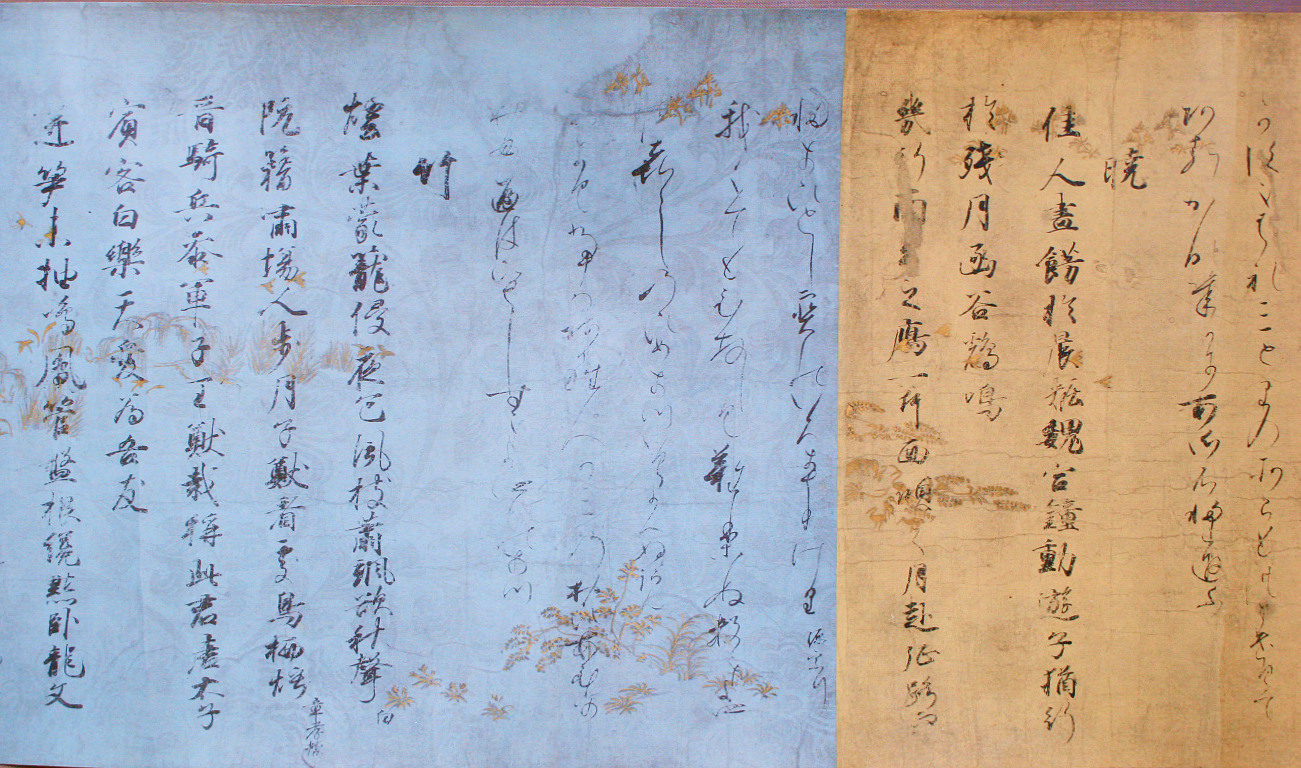
倭漢朗詠抄（国宝）
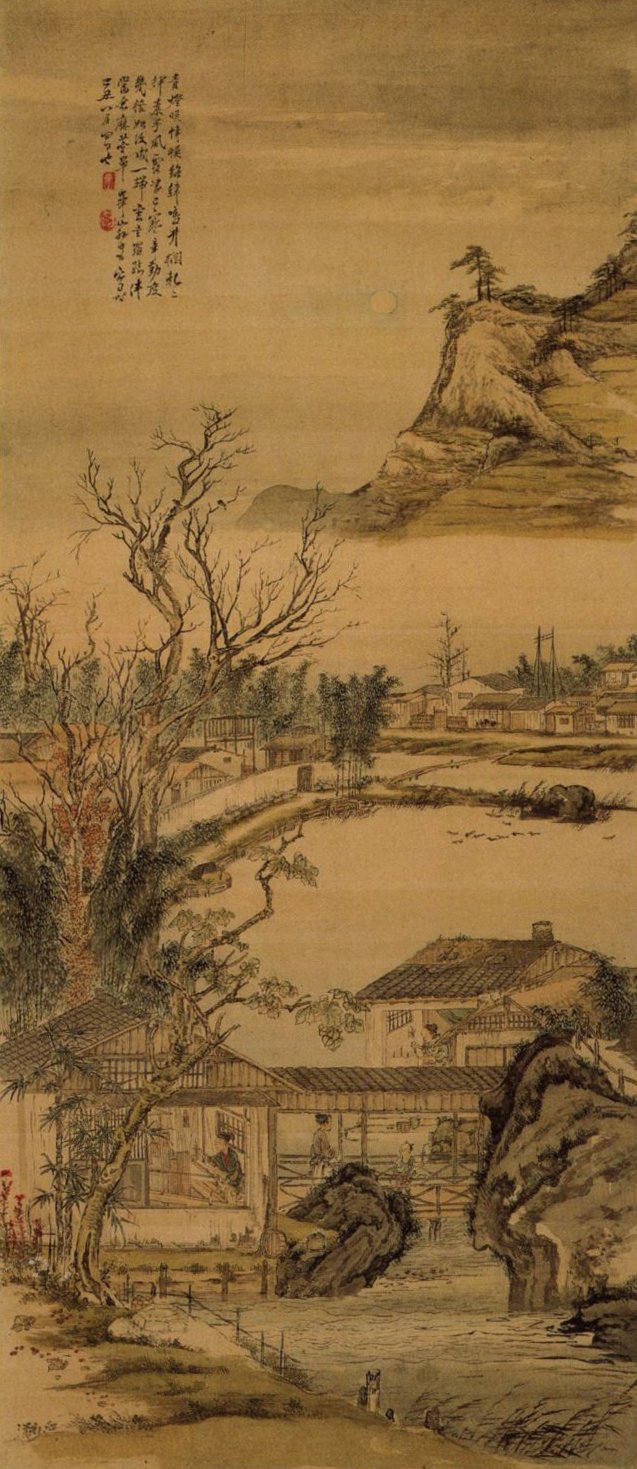
月下鳴機図 渡辺崋山（重要美術品）
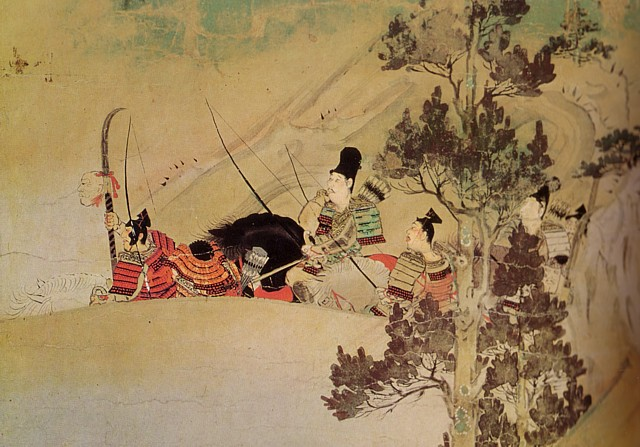
平治物語絵巻 信西巻（部分）（重要文化財）

### 国宝
- 紙本金地著色源氏物語関屋及澪標図 俵屋宗達筆 六曲屏風一双
- 絹本墨画淡彩風雨山水図 伝馬遠筆
- 紙本墨画禅機図断簡 因陀羅筆（智常禅師図）
- 太刀 銘包永
- 曜変天目茶碗 (静嘉堂文庫)
- 倭漢朗詠抄 巻下残巻（彩牋）
- 趙子昂書 与中峰明本尺牘（六通）

### 重要文化財
絵画
| （仏画・垂迹画） - 絹本著色普賢菩薩像 - 絹本著色弁才天像 - 絹本著色不動明王二童子像 詫磨栄賀筆 - 絹本著色聖徳太子絵伝 4幅 - 絹本著色春日曼荼羅図 - 絹本著色熊野曼荼羅図 （絵巻） - 紙本著色住吉物語絵詞 - 紙本著色駒競行幸絵詞断簡 - 紙本著色平治物語絵詞（信西巻） （室町水墨画） - 紙本淡彩三益斎図 「周文」の印あり 大周周奝等八僧賛（附：紙本墨書三益斎図序 玉畹梵芳筆 応永廿五年の年記あり） - 紙本淡彩聴松軒図 永享五年惟肖得巌等四僧及長禄二年竺雲等連賛 - 紙本淡彩万里橋図 応仁元年九淵龍賝賛 - 紙本淡彩蜀山図 江西龍派並に文明四年一条兼良賛 - 紙本淡彩洞山良价禅師図 岳翁筆 - 紙本淡彩四季山水図 越渓周文の印あり 六曲屏風一双 - 紙本墨画淡彩四季山水図 式部輝忠筆 六曲屏風一双 （近世日本絵画） - 紙本金地著色四条河原遊楽図 二曲屏風一双 - 絹本著色游魚図 渡辺崋山筆 - 絹本著色芸妓図 渡辺崋山筆 天保九年六月の自賛がある | （近代日本絵画） - 絹本著色竜虎図 橋本雅邦筆 六曲屏風一双 （中国絵画） - 紙本墨画竹林山水図 見心来復賛 - 絹本墨画羅漢図 牧谿筆 - 絹本淡彩楼閣山水図 2幅 孫君沢筆 - 絹本著色羅漢図 1帖 雪庵筆（附：隠元、木庵、即非、高泉等題跋讃頌 1帖） - 紙本墨画寒山図 虎巌浄伏賛 - 絹本著色秋景山水図 藍瑛筆 戊寅（崇禎十一年）秋八月の年記がある（附：絹本著色同模本 谷文晁筆） - 絹本著色川至日升図 王建章筆 - 絹本墨画夏景山水図 陳紹英筆 順治十年九月の年記がある - 絹本墨画山水図 張瑞図筆 崇禎四年の年記がある - 絹本墨画秋景山水図 張瑞図筆（附：絹本墨書池大雅筆画跋、絖本墨書柳沢淇園筆画跋、紙本墨書渡辺高彜画跋） - 紙本墨画淡彩山水図 李士達筆 万暦四十六年の年記がある - 絖本墨画山水図 倪元璐筆 |

彫刻
- 木造広目天眷属立像 康円作[注釈 4]
- 木造十二神将立像 7躯[注釈 5]

工芸品
| （日本陶磁） - 色絵桐鳳凰図徳利 - 色絵吉野山図茶壺 仁清作 - 色絵法螺貝形香炉 仁清作 （中国・朝鮮陶磁） - 唐藍彩貼花文壺 - 白磁蓮華文輪花鉢 - 油滴天目鉢 - 青磁浮牡丹文太鼓胴水指 - 三島芋頭水指 - 井戸茶碗（越後） （漆工） - 住之江蒔絵硯筥 尾形光琳作 - 羯鼓催花紅葉賀図密陀絵屏風（かっこさいか・もみじのがず・みつだえびょうぶ）二曲一双 | （刀剣） - 太刀 銘□□五月六日 友成 - 太刀 銘安綱 - 太刀 銘行光 - 太刀 銘高綱（附：打刀拵） - 太刀 銘国光 - 太刀 銘真長 - 太刀 銘宝寿 - 短刀 銘安吉 |

書跡典籍・古文書
| （典籍） - 皇太后宮歌合（二十巻本） - 是則集 - 簸河上（ひのかわかみ） - 西行物語 - 徒然草 上下 2冊 永享三年正徹書写奥書 - 平中物語 - 和歌色葉 上中下 6帖 - 慈覚大師伝 （古文書） - 古文書大手鑑（こもんじょおおてかがみ）2帖 （墨蹟） - 虚堂智愚（きどうちぐ）墨蹟 就明書懐偈 - 虚堂智愚墨蹟 偈語（景酉至節） - 月江正印墨蹟 与友雲士思荘行偈 至正四年臘十有九日 - 中峰明本墨蹟 与大友直庵尺牘 八月十五日 | （宋代刊本） - 宋版王右丞文集 2冊 - 宋版外台秘要方 42冊 - 宋版漢書 40冊 - 宋版錦繍萬花谷 巻第十一・十二（金沢文庫本） - 宋版呉書 6冊 - 宋版三蘇先生文粋 32冊 - 宋版爾雅疏 5冊 - 宋版周礼（蜀大字本） 2冊 - 宋版清明集残本 8冊 - 宋版説文解字 8冊 - 宋版大宋重修廣韻 5冊 - 宋版唐書 90冊（内補配本3冊、補写本4冊） - 宋版唐百家詩選 5冊 - 宋版南華真経注疏（金沢文庫本） 5冊 - 宋版白氏六帖事類集 12冊 - 宋版編年綱目備要 30冊 - 宋版李太白文集 12冊 - 宋版歴代故事 12冊 |

※ 出典：2000年までの指定物件については、『国宝・重要文化財大全 別巻』による。

## 建築
文庫の建物は桜井小太郎の設計により1924年（大正13年）に建てられた。鉄筋コンクリート造2階建てスクラッチ・タイル貼りの瀟洒な建物で、イギリスの郊外住宅のスタイルを濃厚に表現している。文庫の利用者以外には通常、内部非公開。東京都選定歴史的建造物。

## 庭園
旧美術館の周囲には、南側斜面の梅園など庭園が整備されている。また美術館の脇には展望デッキがあり、富士山など、国分寺崖線の高台からの眺望を見ることができる。

## 岩崎家廟

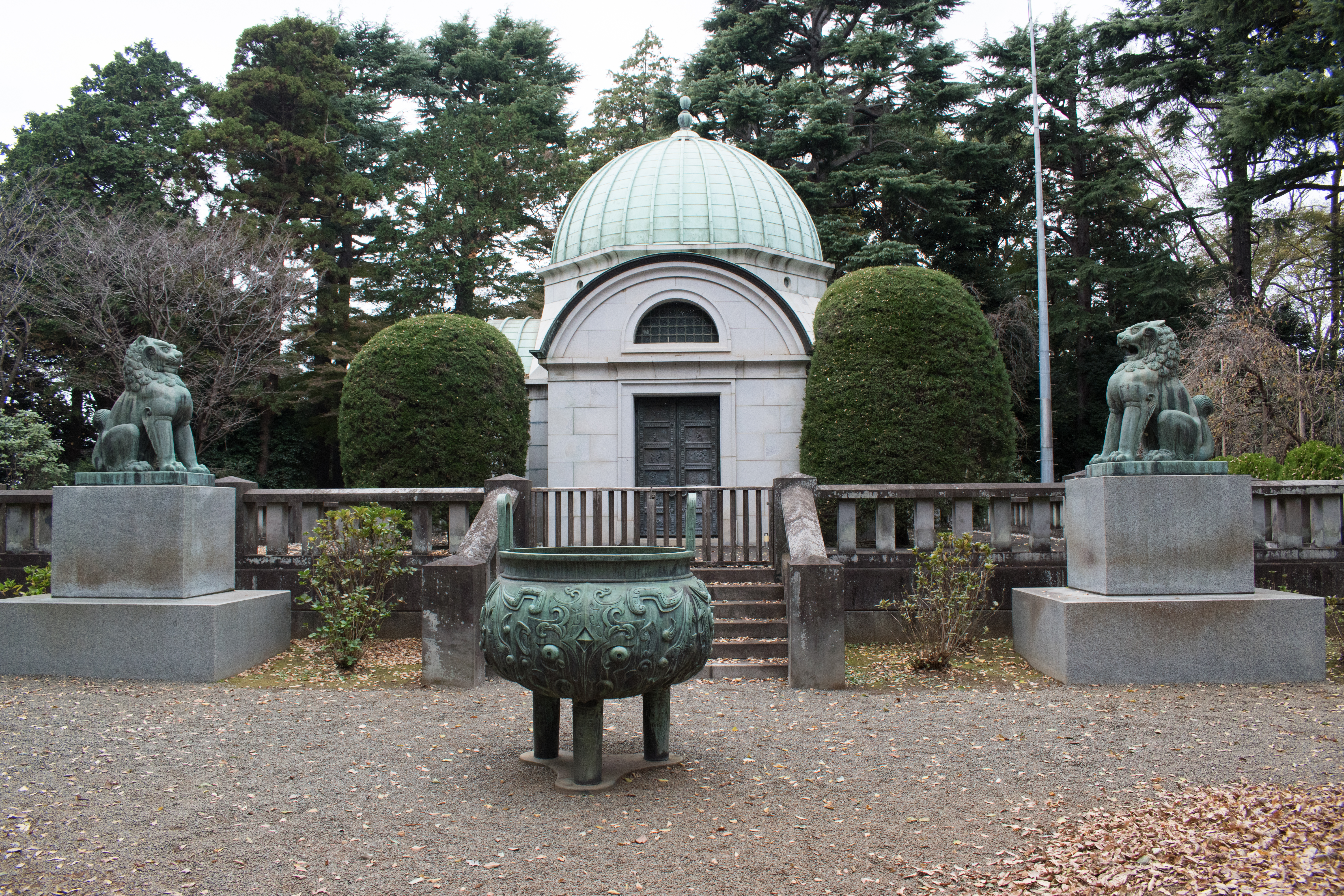
岩崎家廟

庭園にある岩崎家の納骨堂。1910年（明治43年）に三菱財閥四代目総帥の岩崎小彌太が父で二代目総帥の岩崎彌之助の三回忌に合わせて建設したものである。設計は桜井小太郎の師である英国人建築家ジョサイア・コンドル。

## 岡本静嘉堂緑地

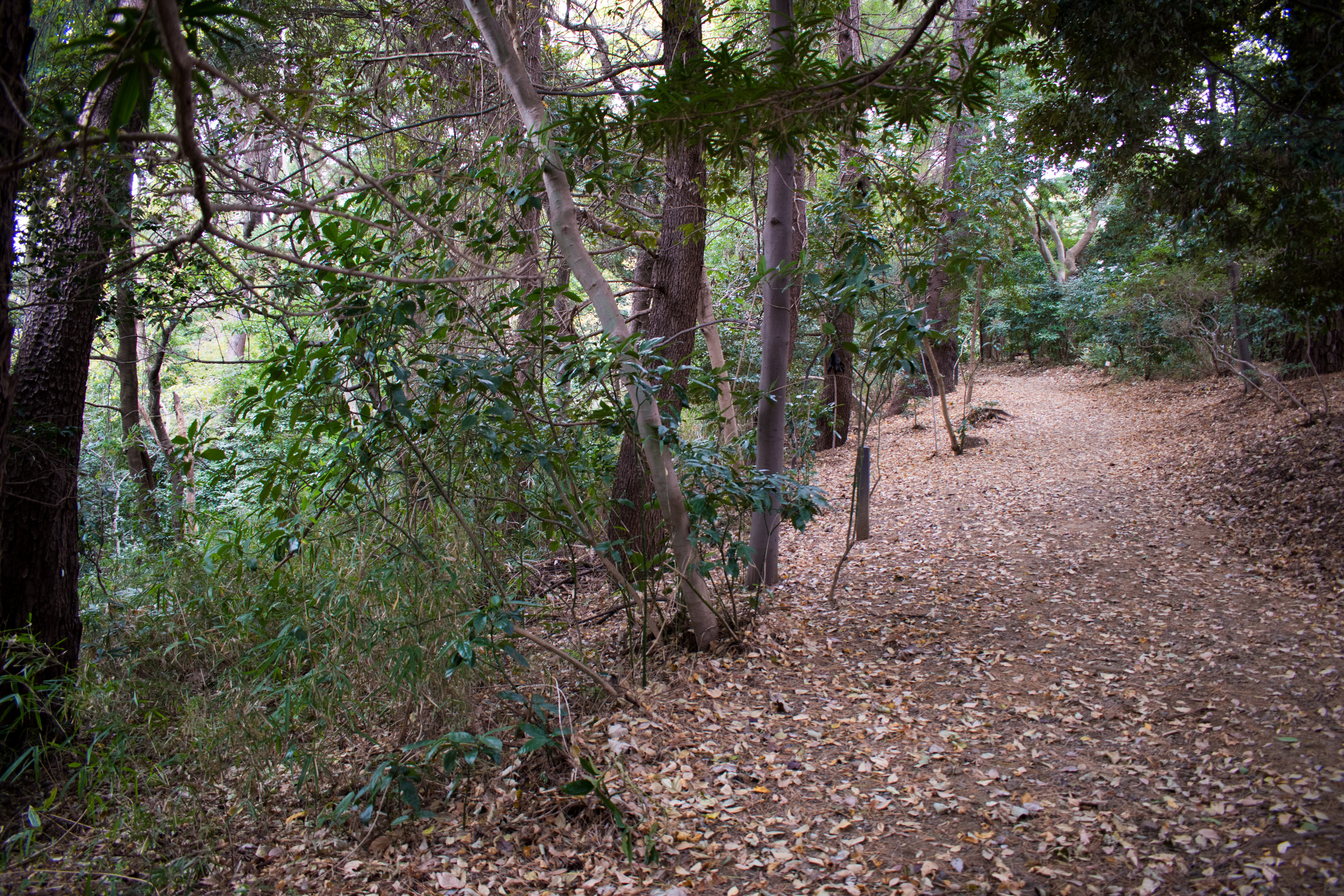
岡本静嘉堂緑地

静嘉堂文庫の周囲をとりまく緑は岡本静嘉堂緑地と呼ばれる。これは、1945年ごろまで岩崎家の庭園として維持管理されていたが、その後ほぼ自然状態のままにあったため貴重な自然が残されている。せたがや百景（1984年選定）にも選出されている。開園時間は平日の午前9時30分から午後4時30分まで。